# بطولة السعودية الدولية للاسكواش 2008
بطولة السعودية الدولية للاسكواش 2008 (بالإنجليزية: بطولة السعودية الدولية للاسكواش 2008)‏ هي بطولة اسكواش للرجال أو ما تعرف بالكُرَةُ الصَّائِتَةُ وهي لعبة تُضرب فيها كرة مطاطية بمضرب راح فترتد عن جدار. إن هذه البطولة هي نسخة الرابعة من بطولة السعودية الدولية للاسكواش التي تقام في مدينة الخبر في الفترة من 14 إلى 19 ديسمبر 2008. هذه الطبعة هي جزء من سلسلة الاتحاد الدولي لمحترفي الاسكواش، الفئة الأكثر شهرة والأكثر ثراءً. مع جائزة قياسية قدرها 250000 دولار، هي البطولة الأكثر ثراءً في التاريخ.
فاز اللاعب المصري كريم درويش في النهائي ضد اللاعب الفرنسي غريغوري غوتييه وأصبح اللاعب الجديد رقم 1 على مستوى العالم في الاسكواش للرجال.
يتكون الجدول من 32 لاعبا بما في ذلك ثمانية أماكن للاعبين من المؤهلين.

## مراكز اللاعبين
1. مصر عمرو شبانة (الربع النهائي)
2. فرنسا غريغوري غوتييه (نهائي)
3. إنجلترا جيمس ويلستروب (الربع النهائي)
4. مصر رامي عاشور (الربع النهائي)
5. أستراليا ديفيد بالمر (لاعب إسكواش) (نصف النهائي)
6. فرنسا تيري لينكو (الربع النهائي)
7. مصر كريم درويش (بطل المسابقة)
8. انجلترا نيك ماثيو (نصف نهائي)
9. مصر وائل الهندي (الدور الثاني)
10. ماليزيا اونغ بينغ هي (الدور الثاني)
11. ماليزيا محمد أزلان إسكندر (الدور الأول)
12. انجلترا بيتر باركر (الدور الثاني)
13. انجلترا لي بيتشيل (الدور الثاني)
14. انجلترا أدريان غرانت (الدور الأول)
15. مملكة هولندا لورنس جان أنجما (الدور الأول)
16. فنلندا أولي تومينين (الدور الأول)